# V Klučí
V Klučí är en kulle i Tjeckien.   Den ligger i regionen Vysočina, i den centrala delen av landet, 120 km sydost om huvudstaden Prag. Toppen på V Klučí är 683 meter över havet.
Terrängen runt V Klučí är huvudsakligen platt, men åt nordväst är den kuperad. Runt V Klučí är det ganska glesbefolkat, med 32 invånare per kvadratkilometer. Närmaste större samhälle är Jihlava, 10,5 km nordost om V Klučí. I omgivningarna runt V Klučí växer i huvudsak barrskog.